# 라르스 브뤼그만

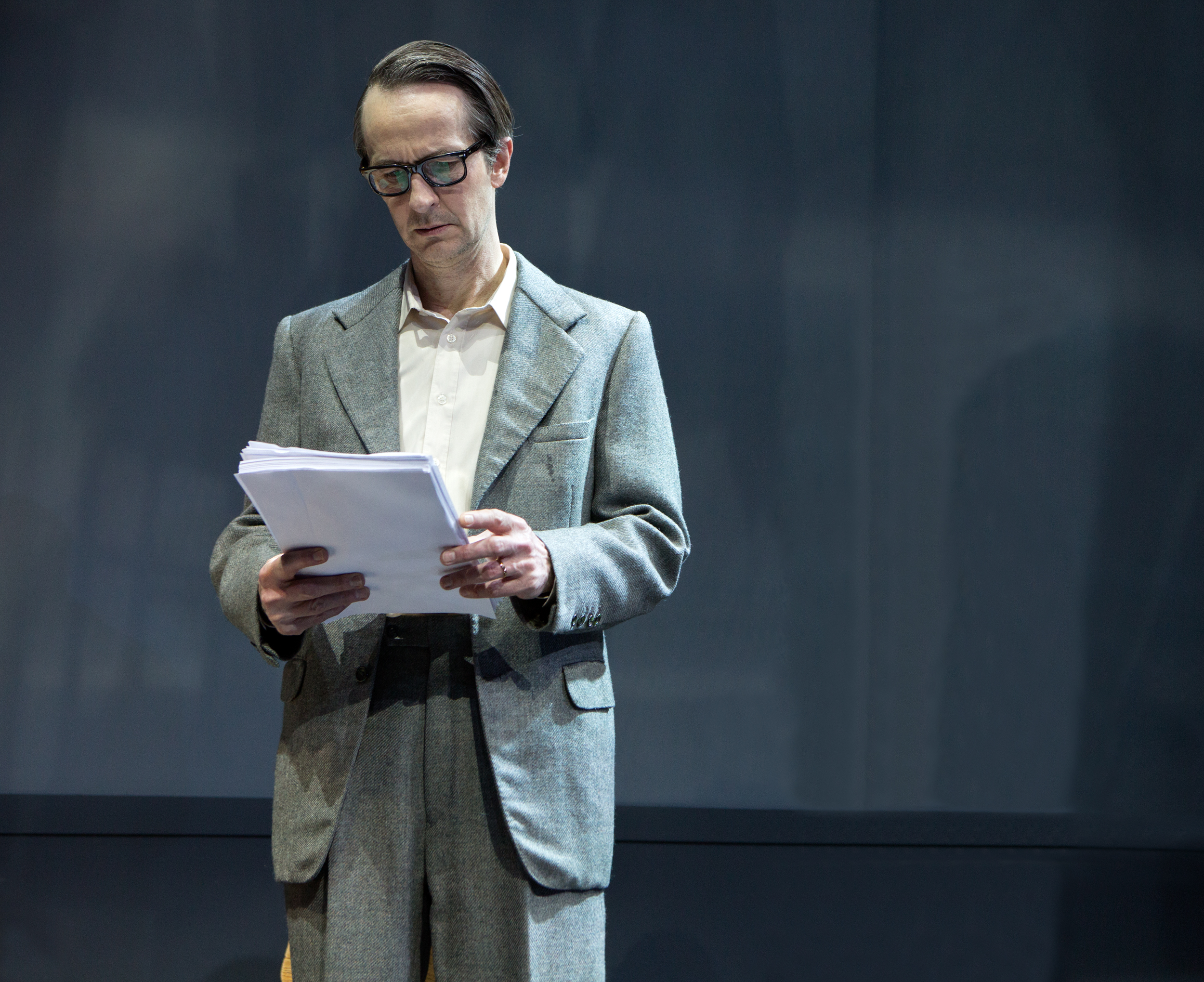

라르스 브뤼그만(덴마크어: Lars Brygmann, 1957년 2월 17일 ~ )은 덴마크의 배우, 성우이다.
코펜하겐에서 태어났다.

## 영화
- 라이더스 오브 저스티스 (2020년) - 레나르트 역
- 프로페서 앤 매드맨 (2019년) - 맥스 뮐러 역
- 쿠르스크 (2018년) - 카세넨코 역
- 굿 페이버 (2017년)
- 더 차머 (2017년)
- 섬머 오브 92 (2015년)
- 더 카르텔 (2014년)
- 오토 이즈 어 라이노 (2013년)
- 더 그레이트 버드 레이스 (2012년) - 제스퍼 역
- 스카이스크래퍼 (2010년)
- 빌로바 개발 소동 (2009년) - 피터 역
- 어프로즈 (2009년)
- 몬스터 vs 에이리언 (2009년)
- 피어 미 낫 (2008년)
- 잔인한 이웃 (2008년)
- 백야 (2007년)
- 당신을 허락을 얻어 (2007년)
- 트리플 데어 (2006년)
- 남동생이 생겼어요 (2006년)
- 콜드 트레일 (2006년)
- 터질거야 (2006년)
- 벽 위에 파리들 (2005년)
- 영 언더슨 (2005년)
- 그날 이후 (2004년)
- 렘브란트 (2003년) - 믹 역
- 유산 (2003년)
- 호더 이야기 (2003년)
- 보이첵의 마지막 교향곡 (2001년)
- 더 벤치 (2000년)
- 오프 트랙 (2000년)
- 조용한 죽음 (1997년)
- 크레도 (1997년)